# Hôtel de ville du Havre
L'hôtel de ville du Havre, œuvre des architectes Auguste Perret et Jacques Tournant, est inauguré en 1958. Il remplace celui, construit en 1857 par l'architecte Charles Brunet-Debaine et détruit par les bombardements de 1944.

## Histoire
Le premier pieu du corps central est coulé en 1953, la tour de 18 étages et 72 mètres de haut évoquant initialement un beffroi est commencée en 1954. Le théâtre attenant est inauguré en octobre 1967. L'extension sur la façade nord de l'édifice, indispensable mais esthétiquement discutable, date de 1987. Comme tous les édifices majeurs, l’hôtel de ville retrouve approximativement sa position d’avant-guerre. Situé dans la perspective d’une vaste place, le bâtiment établit une dialectique entre deux unités : une tour abritant les bureaux administratifs et un bâtiment en longueur rythmé par une imposante colonnade dans lequel se placent des fonctions de « réception » comme les grands salons. Un vaste escalier part du rez-de-chaussée pour se diviser en deux volées distribuant l’étage noble. Tel un « abri souverain » la colonnade soutient totalement la charge du toit terrasse qui abrite une structure secondaire supportant les planchers et de vastes baies vitrées.
Le jardin de la partie sud de la place de l'hôtel de ville a été dessiné personnellement par Perret. Cette immense place a été transformée en 1990 : rétrécissement du boulevard qui la divisait, devenu couloir de bus, création d'un parking souterrain, ajout de fontaines, d'arbres et de treillages en bois exotique (démontés en 2010), agrandissement des pelouses et des espaces fleuris. Depuis 2012 ce jardin est traversé  par les deux voies ferrées du nouveau tramway.
Les façades et toitures terrasses, la tour, le hall et les escaliers, les grands salons, le théâtre sont inscrits au titre des monuments historiques par arrêté du 20 avril 2016. Ces parties sont ensuite classées par arrêté du 2 octobre 2017. Du fait de sa période de construction, elle bénéficie également du label « Patrimoine du XXe siècle ».

## Galerie

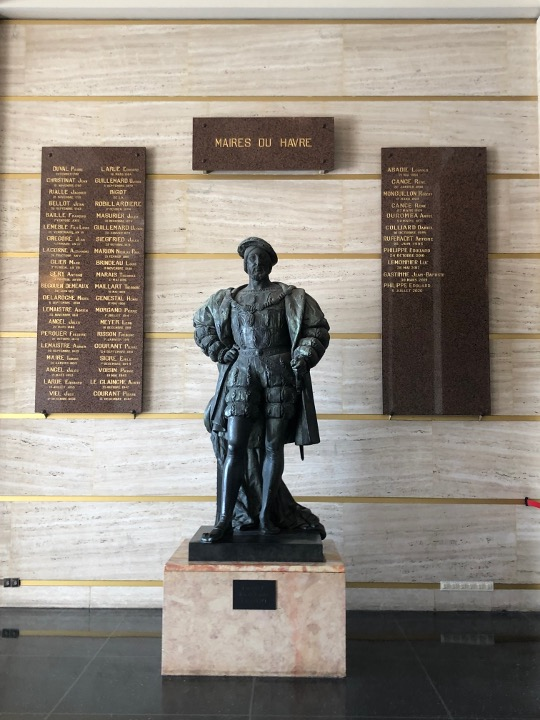
Statue de François Ier entourée des noms des maires du Havre[Note 1]
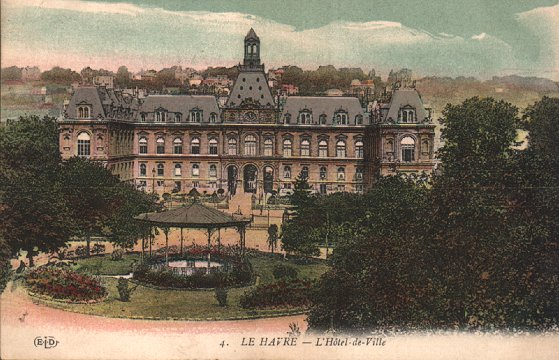
L'ancien Hôtel de Ville, détruit lors du bombardement du Havre en 1944
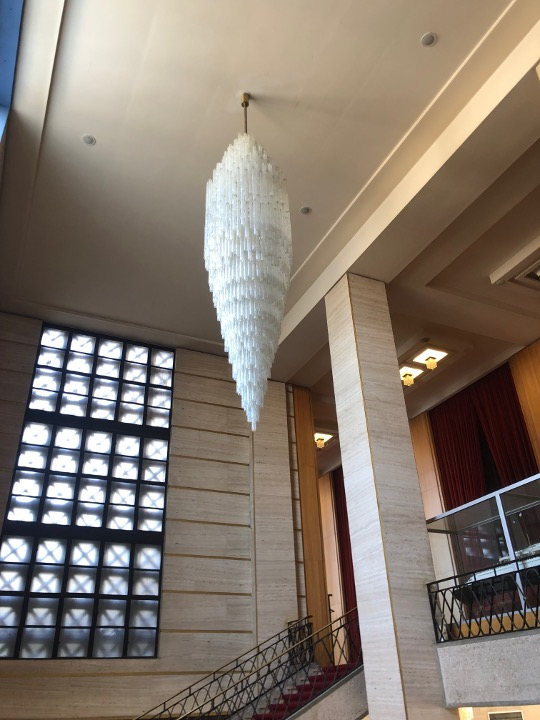
Grand Lustre de l'Hôtel de Ville, dans le Grand Escalier